# Speocera capra
Speocera capra is een spinnensoort uit de familie Ochyroceratidae. De soort komt voor in Thailand.